# Henryk Wiercieński
Henryk Wojciech Jakub Wiercieński (ur. 15 lipca 1843 w Kłodnicy k. Bełżyc, zm. 16 października 1923 w Lublinie) – uczestnik powstania styczniowego, sybirak, publicysta. Zaznaczył się jako obrońca ziemi chełmskiej. Mieszkał w Nałęczowie, Lublinie. Był społecznikiem na terenie Lubelszczyzny. 

## Życiorys
Urodził się w Kłodnicy k. Bełżyc. Gimnazjum Lubelskie ukończył w 1860 r. Powstanie styczniowe przerwało mu rozpoczęte studia w Warszawie. Walczył w oddziale gen. Langiewicza, biorąc udział w bitwach pod Wąchockiem, na Świętym Krzyżu i w Staszowie. Pod Małogoszczem dostał się do niewoli i przebywał w więzieniach do stycznia 1864 r, kiedy to został zesłany na Sybir. Po powrocie do domu w Niezabitowie zajął się gospodarowaniem. Zrujnowany, osiedlił się w 1880 r. w Nałęczowie, prowadząc działalność naukowo-publicystyczną. W 1915 r. przeniósł się do Lublina. Położył duże zasługi w obronie polskości Chełmszczyzny, gromadząc i publikując materiały dotyczące tego regionu. W czasie I wojny światowej zorganizował Biuro Statystyczne, które rejestrowało straty wojenne w 27 powiatach będących pod okupacją austro-węgierską. Autor "Opisu statystycznego guberni lubelskiej" i "Pamiętników". 
5 sierpnia 1921 został odznaczony Krzyżem Komandorskim Orderu Odrodzenia Polski.
Jego imię noszą ulice w trzech miastach w Chełmie, Lublinie oraz Nałęczowie.

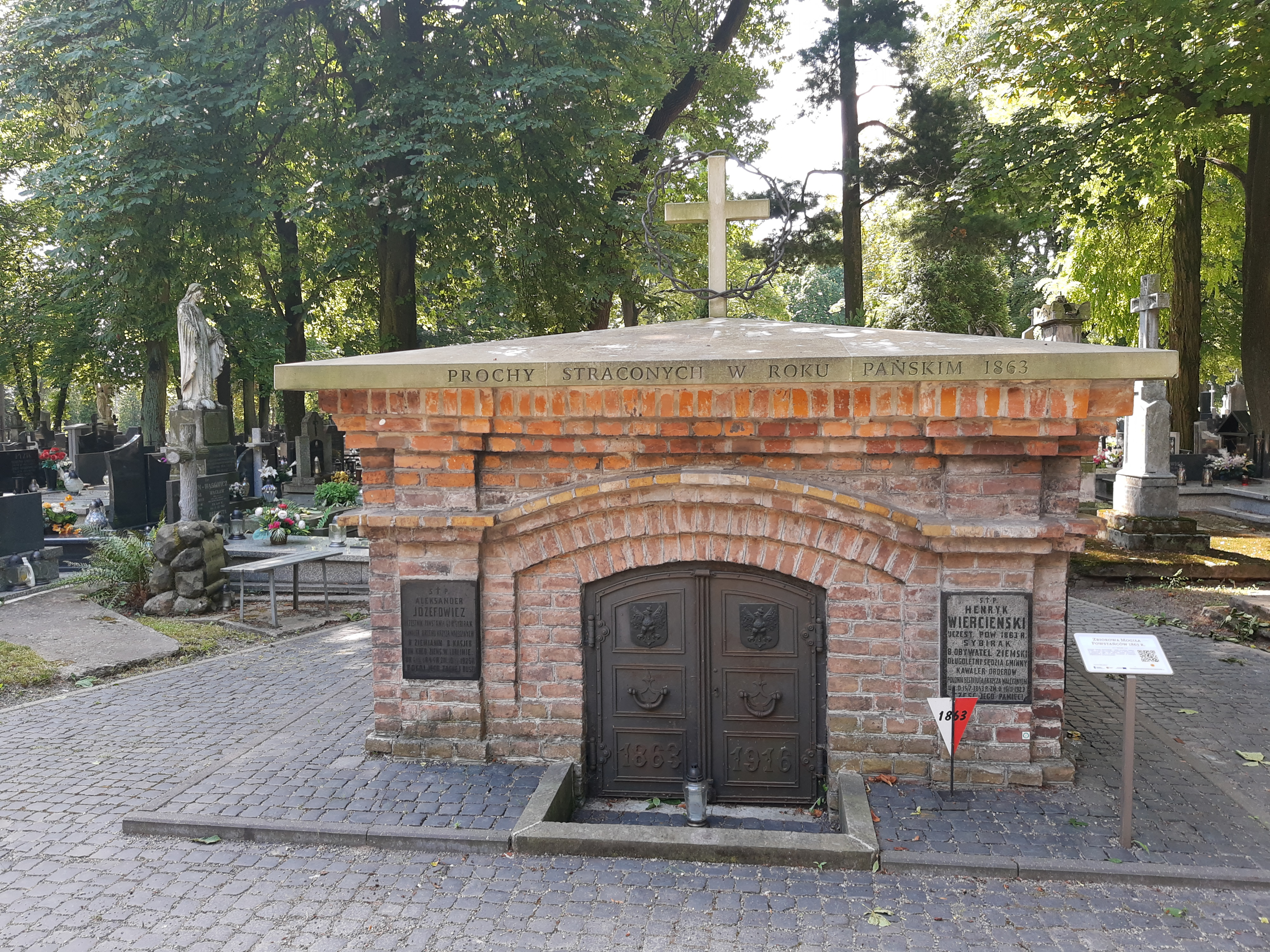
Grób Henryka Wiercieńskiego i innych powstańców styczniowych na cmentarzu przy ulicy Lipowej